# RFID-SIM
RFID-SIM卡是中国移动推出的使用RFID技术的新一代SIM卡，该卡兼容ISO7816标准，支持SIM卡原有通信业务。并且支持近距离、非接触、小额支付等RFID功能。

## 物理规格
大小与SIM卡一致，但比普通SIM卡略厚。

## 已知问题
- RFID-SIM采用的是2.4G射频技术，与现在流行的13.56MHz的设备并不兼容；
- RFID-SIM标准未公开，其安全性让人担忧；
- 部分手机电源供应不足（最大电流需达到18mA）。